# 愛宕山 (甲府市)
愛宕山（あたごやま）は、山梨県甲府市の市街地北東部に隣接する標高423mの山。甲府名山。
甲府の街に最も近い山で交通の便も良いことから県営の科学館、公園施設などが設けられている。

## 概要
奥秩父山塊の最南端にあたり、甲府盆地北縁中央部を北から南へ半島状に突き出した形状をしており、山頂の標高は423mであるが麓の標高は260mなので、麓からの比高は約160mである。山頂直下を東西に、山梨県道6号甲府韮崎線愛宕トンネルが貫いている。
山頂付近には山梨県立科学館があり、山頂までは山梨県道119号愛宕山公園線が整備されている。
科学館から北へ続く尾根には山梨県立愛宕山こどもの国があり、遊具のある尾根上をさらに北へ向かうと武田信虎が嫡男信玄生誕に因む夢を見た故事や、その信玄が戦の勝敗を占った蜘蛛の糸にまつわる夢見山（標高439m）があり、そのまま尾根は大笠山（標高548m）まで続いている。地図上の愛宕山は科学館のある地点であるが、一般的には夢見山から大笠山まで続く尾根全体を愛宕山と呼んでいる。
山の西側斜面は急勾配の雑木林であるのに対し、東側斜面はブドウの果樹園の広がる比較的なだらかな斜面であるが、東斜面は近年宅地造成が行われ大規模な住宅地となっている。

## 歴史

### 歌枕としての「夢山」

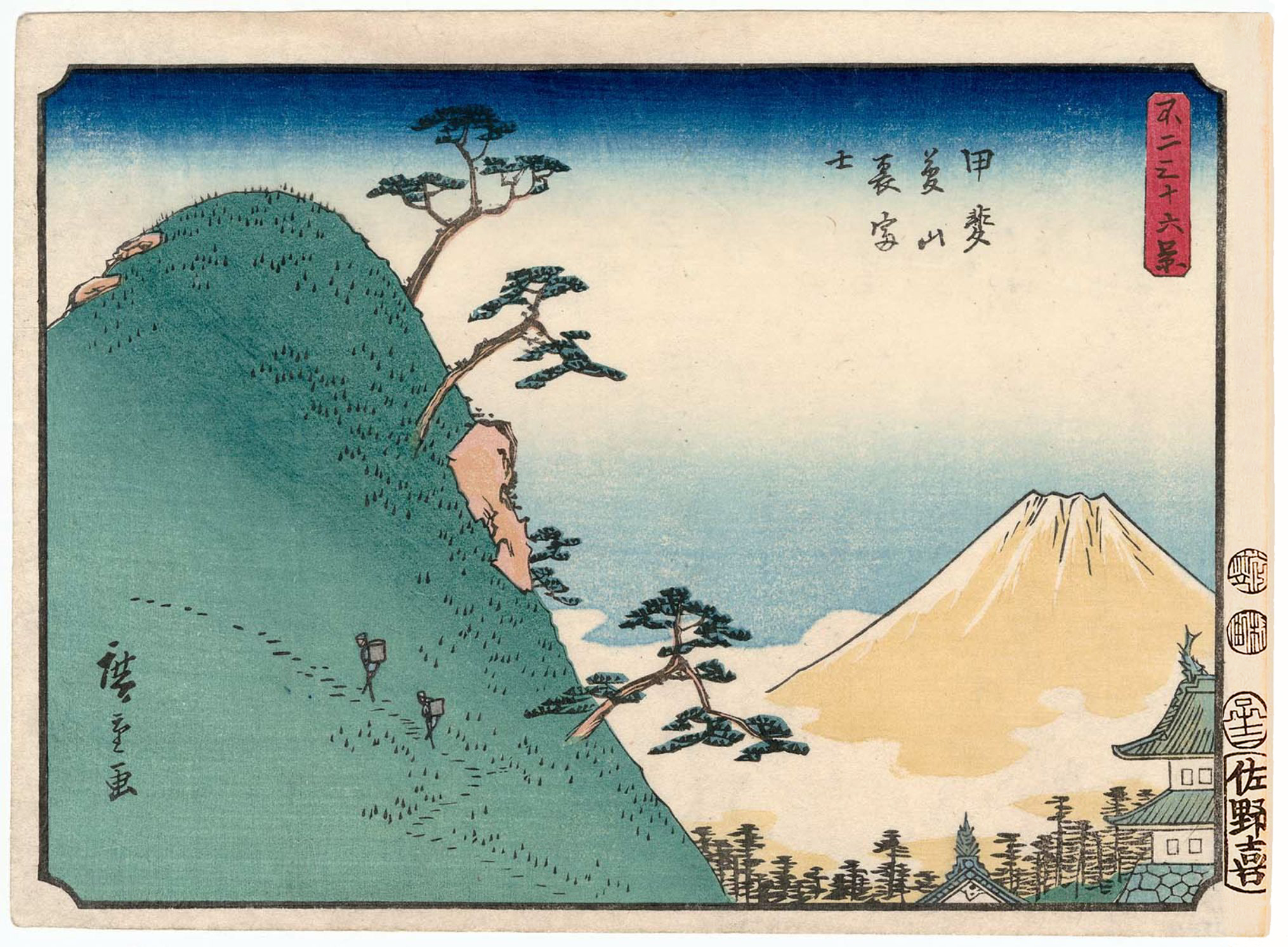
不二三十六景　甲斐夢山裏富士

「夢山」は甲斐の歌枕として、古くから幾つかの和歌に詠まれた。元禄5年（1692年）に有賀長伯が各地の歌枕を集めた『歌枕秋の寝覚』では、例歌として『夫木和歌抄』に収録されるよみ人しらずの歌「都人おほつかなしや夢山をみるかひありて行かへるらん」を挙げており、「かひ（甲斐）」を掛詞として用いていることから甲斐の歌枕と認識していたと考えられている。「夢山」は平安期の歌書では『能因歌枕』に唯一見られ、勅撰集に「夢山」を読んだ歌は見られない。
江戸後期の『甲斐国志』では『夫木和歌抄』と後述の甲斐八景の和歌のほか、織田氏家臣の細川幽斎（玄旨）が読んだ歌の三首を記載している。『東国陣道記』によれば、幽斎は天正18年（1590年）7月15日に小田原合戦から病を理由に帰郷する際に甲斐国を訪れており、夢山に関して「（夢の山宗寿さしきより見えければ、）頼むその名とはしらすや旅まくらあそひてかへる夢の山風」と読んでいる。
江戸時代中期の享保年間には甲府藩主・柳沢吉里により「甲府八景和歌」が定められた。これは甲府近郊の八景を同時代の公家が詠んだ和歌で、彼らは甲斐を訪れておらず実景を詠んではいないが、中院通躬（なかのいん みちみ）が「夢山春曙」として「きのふまでめなれし雪は夢の山ゆめとそ霞む春の曙」と詠んだ。
『秋の寝覚』では夢山は「景物なし」と記しており、夢山を読んだ和歌にも固有のイメージが確立していないことが指摘される。

### 美術における夢山
江戸後期の天保12年（1841年）には浮世絵師の歌川広重が甲府道祖神祭礼の幕絵制作のために甲斐を訪れており、幕絵制作のほか甲斐の名所をスケッチし、『甲州日記』として残されている。『甲州日記』には夢山をスケッチした図があり、裏富士を詠んだ狂歌三首も残されている。
広重は後に『甲州日記』のスケッチを作品に活用しているが、嘉永前期には『甲斐夢山裏富士・駿河不二ノ沼』の双幅を作成している。これは嘉永4年（1851年）に羽前国天童藩が御用金の謝礼として御用商人に与えた肉筆画で、甲斐の夢山と東海道の富士沼（静岡県沼津市・富士市）から見える富士山を描いている。
また、広重は嘉永5年（1852年）頃に錦絵の連作『不二三十六景』を刊行している。『不二三十六景』は各地の富士山の見える風景を描いた連作で、甲斐を描いた三図のなかに「甲斐夢山裏富士」がある。

### 近代の愛宕山

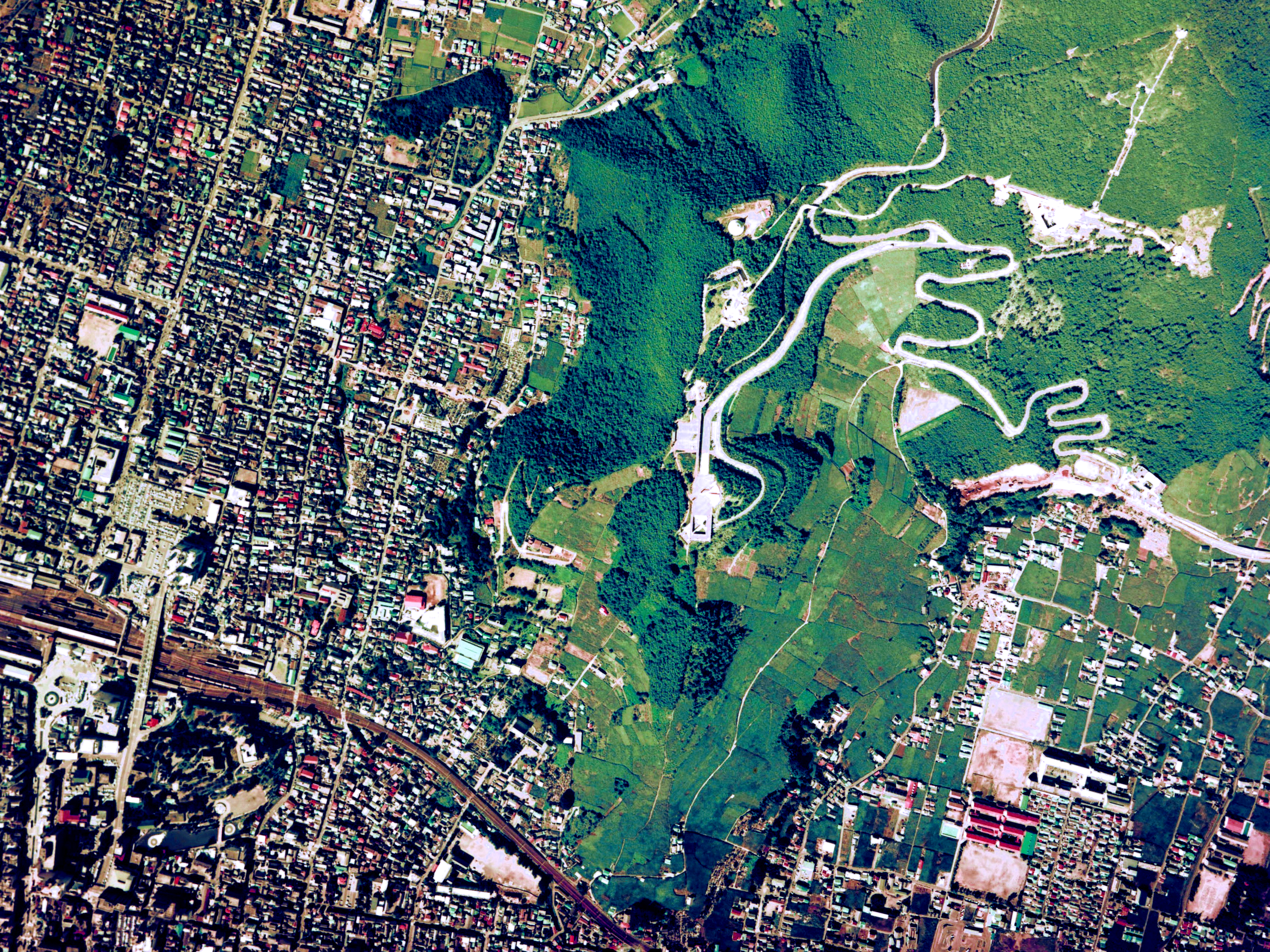
愛宕山の空中写真（1975年撮影）
画像中央が愛宕山山頂。左の市街地に見える駅舎は甲府駅。右上付近が大笠山である。

甲府市街に隣接しているため、愛宕山は近代に入りさまざまな利用がされてきた。1909年（明治42年）には甲府市初の上水施設平瀬浄水場が昇仙峡近くに建設されたが、約8キロの送水管で送られた上水は、愛宕山の西南中腹に設置された配水場へ一旦貯水され、ここから甲府の各家庭に水道水が送られた。
同時期には若尾逸平所有の山林を整備した若尾公園が愛宕山西南麓に整備され公開されたが、後に山梨英和女学校（現在の山梨英和中学校・高等学校）敷地の一部となっている。この若尾公園に隣接した高台には、1872年（明治5年）頃から、通称正午のドンと呼ばれた午砲台が置かれ、1936年（昭和11年）にサイレンが採用されるまでの約64年間にわたり正午を知らせる時計代わりとして市民に親しまれた。
1974年（昭和47年）には山梨県により前述した県立こどもの国、1998年（平成10年）には県立科学館が整備され、山頂からは甲府盆地のパノラマが広がり、現在も多くの市民に親しまれている。

## 愛宕山周辺
- 甲府五山のうち、東光寺、能成寺、長禅寺、円光院の4寺が愛宕山の麓を囲むように立地している。
- 大笠山北側に位置する同市岩窪町と善光寺町の境界にある茶道峠（ちゃどうとうげ）は、『甲斐の道・茶道峠を越えるみち』の名称で2004年に美しい日本の歩きたくなる道500選に選定された[6]。

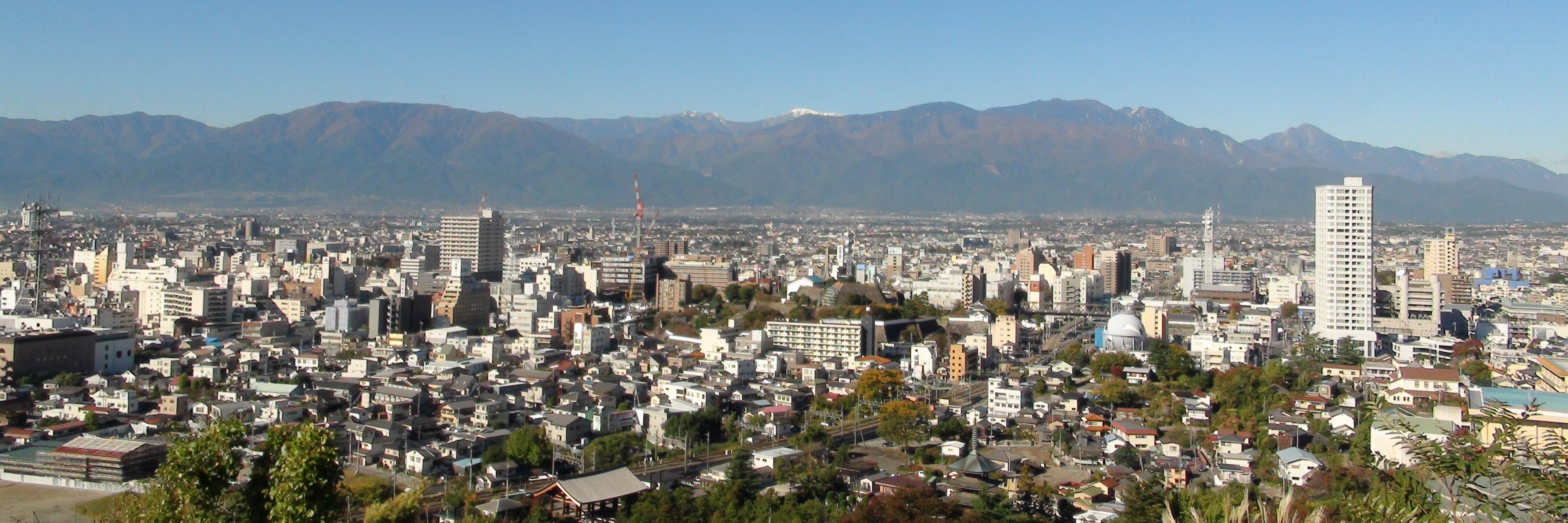
愛宕山山頂より甲府市街と南アルプスを望む。2012年11月撮影。